# Михалева, Екатерина Николаевна
Екатерина Николаевна Михалева (родилась 2 сентября 1997 года в Александровске) — российская регбистка, играющая на позициях нападающей и защитницы в клубах «РГУТИС-Подмосковье» по регби-7 и «ВВА-Подмосковье» по регби-15. Игрок сборных России по регби-7 и регби-15, мастер спорта России.

## Биография
До прихода в регби занималась лыжами и волейболом в ДЮСШ «Олимпийские ракетки», в регби начала играть в 2016 году. Первый тренер — М.Е.Амонов. Выступала за пермскую команду «Витязь» по регби-7 в Федеральной регбийной лиге, с которой выиграла в 2017 году турнир в Батуми. В том же году в составе сборной России по пляжному регби выиграла дебютный чемпионат Европы.
С 2017 года играет за «ВВА-Подмосковье», выиграв с командой чемпионат России в 2018 и 2019 годах, а также Кубок России в 2019 году. В 2018 году участвовала в одном из этапов чемпионата Европы по регби-7, выигранного сборной России; выступала годом ранее на турнире в Дубае в составе второй сборной России, где россиянки одержали победу, и на летней Универсиады 2019 года по регби-7 в Неаполе, где взяла бронзовую медаль (представляла Российский государственный университет туризма и сервиса). В 2020 году в составе сборной России по регби-15 готовилась к игре против женской сборной Нидерландов на чемпионате Европы (победа 27:21).